# Jerzy Pleśniarowicz
Jerzy Pleśniarowicz (ur. 7 stycznia 1920 w Jekaterynosławiu, zm. 13 stycznia 1978 w Rzeszowie) – filolog polski, poeta, tłumacz literatury białoruskiej, rosyjskiej, ukraińskiej, słowackiej i czeskiej, reżyser teatralny i radiowy, animator kultury.

## Życiorys
Jego rodzicami byli Leon i Józefa z Radzikowskich. Ożenił się z Blanką Ruszniak. Debiutował jako poeta i tłumacz w 1937 r. na łamach tygodników „Pion” i „Wołyń”, jeszcze przed ukończeniem humanistycznego Gimnazjum im. Staszica w Lublinie. W 1938 r. rozpoczął studia polonistyczne na Uniwersytecie Warszawskim. Został członkiem zarządu Koła Polonistów. W wydawnictwie F. Hoesicka opublikował w 1939 r. dwa tomiki wierszy („Arkusz poetycki” i „Śpiew pierwszy”).
Okres II wojny światowej spędził w Lublinie i Nałęczowie, gdzie w Szkole Spółdzielczości Rolniczej pracował jako nauczyciel. Uczestniczył tam w tajnym nauczaniu i konspiracyjnej działalności Batalionów Chłopskich. Rozpowszechniał konspiracyjnie kolejny tomik wierszy pt. „Droga”. Jego twórczość poetycka została opublikowana w 1987 r. w tomie: „Ballada o ułanach i inne wiersze z lat 1936-1945” oraz w antologiach, m.in. „Poezja polska 1918-1939” (Warszawa 1962, 1966, 1984), „Antologija polskoi poezji” (Kijów, 1979).
Po wojnie kontynuował studia polonistyczne na Katolickim Uniwersytecie Lubelskim. Był krótko aresztowany w związku ze swoją działalnością konspiracyjną w okresie okupacji. W 1946 r. został prezesem Koła Polonistów KUL, a w latach 1947–1950 był młodszym asystentem Katedry Historii Literatury Polskiej. Równocześnie pracował m.in. w lubelskiej redakcji literackiej Polskiego Radia, „Gazecie Lubelskiej”, „Czytelniku” – jako kierownik artystyczny i reżyser tzw. Zespołów Żywego Słowa, Teatrze im. J. Osterwy – jako asystent reżysera. W 1950 r. przeniósł się do Krakowa (zamieszkał w legendarnym Domu Literatów przy Krupniczej 22), ukończył studia polonistyczne na UJ oraz nadal pracował jako reżyser m.in. w zespołach „Czytelnika” i „Artosu”.
W latach 1952–1974 (z przerwą od kwietnia 1954 r. do maja 1955 r.), był kierownikiem literackim Teatru Ziemi Rzeszowskiej (od 1957 r. Teatru im. Wandy Siemaszkowej w Rzeszowie). W sezonie 1966/67 był równocześnie doradcą literackim Teatru im. Osterwy w Lublinie. W 1955 r. zamieszkał na stałe w Rzeszowie. Współpracował z rzeszowską rozgłośnią Polskiego Radia, m.in. jako adaptator i reżyser słuchowisk, emitowanych także na antenie ogólnopolskiej, Wojewódzkim Domem Kultury, redakcjami „Nowin Rzeszowskich”, „Nowin Tygodnia”  i „Widnokręgu”.
W 1955 r. powrócił do twórczości przekładowej – do 1978 r. opublikował w czasopismach, 14 tomach poezji i 10 antologiach blisko 500 przekładów poetyckich. Przełożył też 2 powieści. Był współautorem „Antologii poezji ukraińskiej” (1978), jednym z tłumaczy antologii: „Wiersze białoruskie” (1971), „Antologia poezji czeskiej i słowackiej XX wieku” (1972), „Antologia poezji słowackiej” (1981), „Poezja gruzińska. Antologia” (1985). Był autorem książkowych wyborów wierszy tłumaczonych przez siebie autorów: Iwana Dracza (1968), Maksima Tanka (1977), Vojtecha Mihálika (1978). Przełożył w całości tom wierszy Miroslava Holuba (1969). Jego przekłady opublikowano w polskich edycjach wierszy Pawła Tyczyny (1969), Michy Kwliwidze (1971), Maksima Tanka (1974), Miroslava Válka (1974), Dmytra Pawłyczko (1980), Bohdana Ihora Antonycza (1981), Iwana Dracza (1983), Romana Łubkiwskiego (1985), Iwana Bunina (1988).
W 1963 zdał eksternistyczny egzamin reżyserski. W latach 1963–1964 przebywał jako stypendysta rządu francuskiego w Paryżu, gdzie odbył praktykę reżyserską w Théâtre National Populaire. W Rzeszowie w latach 1956–1973 wyreżyserował 15 przedstawień, m.in.: „Dzikusy” Michałkowa, „Matka” Gorkiego, „Medea” Eurypidesa, „Pięć wieczorów” Wołodina, „Gdzie jest Abel, brat twój” Edlisa, „Antygona” Anouihla, „Dwaj” Barča-Ivana, „Chłopcy” Grochowiaka, „Uciekła mi przepióreczka” Żeromskiego. Gościnnie reżyserował w teatrach w Preszowie i Gnieźnie. Badał i opisywał tradycje teatralne Rzeszowa i regionu, co zaowocowało monografią „Kartki z dziejów rzeszowskiego teatru” (1985).
Przygotował dla rzeszowskiej sceny i 18 innych teatrów, a także Teatru Polskiego Radia i Teatru Telewizji, adaptacje oraz przekłady dramatów (18 realizacji scenicznych, 18 radiowych, 4 telewizyjne). Był współinicjatorem Rzeszowskich Spotkań Teatralnych (organizowanych od 1961 r.).
Wchodził w skład kolegiów redakcyjnych dwutygodnika społeczno-kulturalnego „Kamena” (Lublin, 1962–1964), „Kwartalnika Rzeszowskiego” (1967–1968) i miesięcznika „Profile” (Rzeszów, 1969–1972). Był prezesem–założycielem Rzeszowskiego Oddziału Związku Literatów Polskich (1967) oraz autorem antologii „Wiersze z Rzeszowskiego” (1974).
W 1955 odznaczony Złotym Złotym Krzyżem Zasługi, w 1964 Krzyżem Kawalerskim Orderu Odrodzenia Polski Otrzymał dwukrotnie nagrodę Wojewódzkiej Rady Narodowej w 1961 i 1970. 20 lipca 1974 wyróżniony wpisem do „Księgi zasłużonych dla województwa rzeszowskiego”. 21 lipca 1974 udekorowany Orderem Sztandaru Pracy II klasy.
Był ojcem Jacka Pleśniarowicza (ur. 1952, germanista) i Krzysztofa Pleśniarowicza (ur. 1954, teatrolog).
Imieniem Jerzego Pleśniarowicza nazwano ulicę w Rzeszowie na osiedlu Krakowska Południe.
Pochowany wraz z żoną Blanką (zm. 1990) na cmentarzu wojskowym przy ul. Prandoty w Krakowie (kwatera LXXXII, rząd 15, miejsce 46)

## Twórczość wybrana

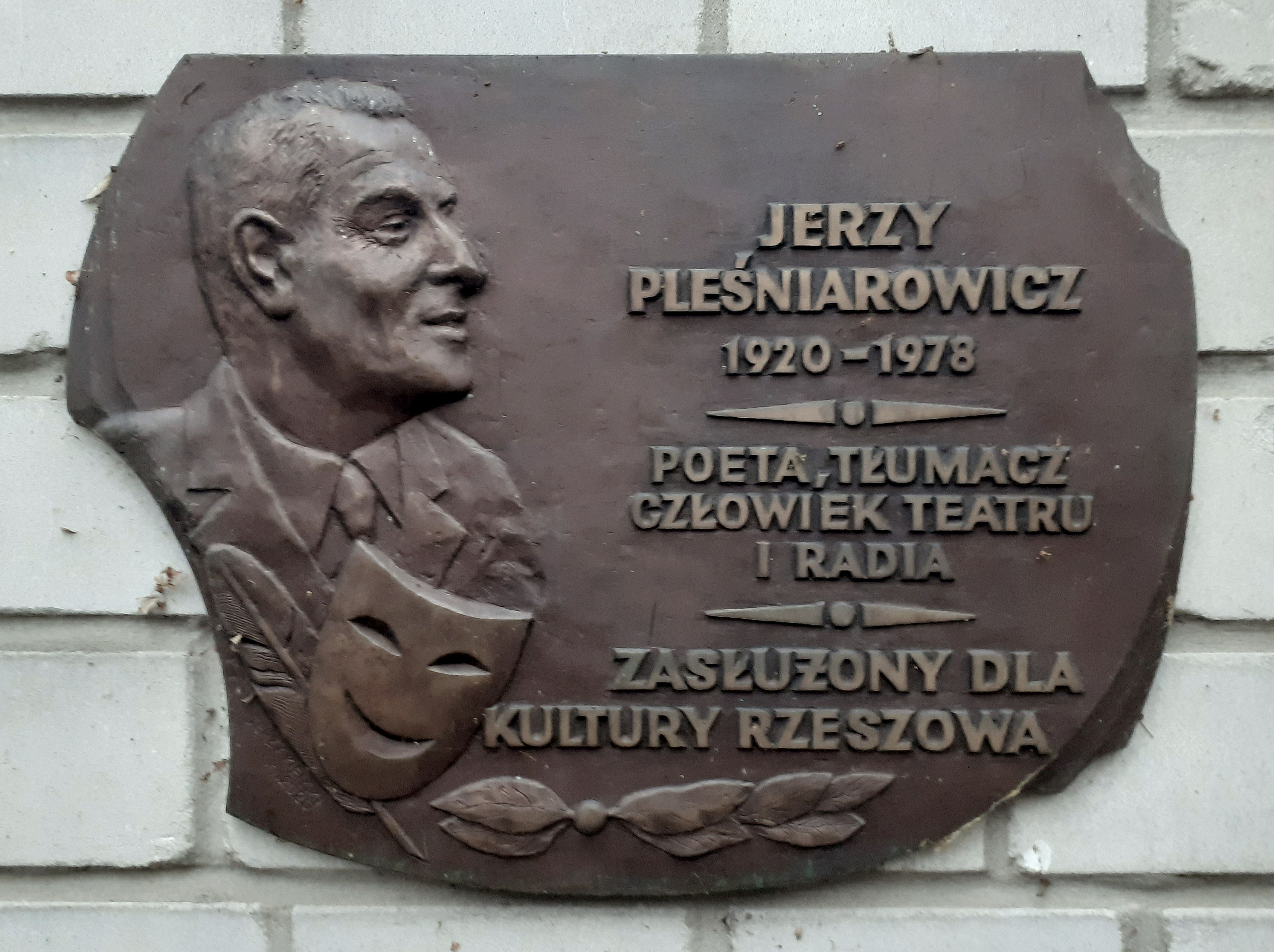
Tablica upamiętniająca Jerzego Pleśniarowicza na Starym Cmentarzu w Rzeszowie

- Kartki z dziejów rzeszowskiego teatru (Rzeszów 1985)
- Ballada o ułanach i inne wiersze z lat 1936-1945 (Kraków 1987), ISBN 83-08-01755-X
  - Wiersze i przekłady wierszy (Kraków 2018), ISBN 978-83-951229-0-3
  - Przekłady prozy (Kraków 2019), ISBN 978-83-951229-3-4
  - Przekłady dramatów cz. 1 (Kraków 2020), ISBN 978-83-951229-5-8
  - Przekłady dramatów cz. 2 (Kraków 2021), ISBN 978-83-951229-8-9
  - Przekłady dramatów cz. 3 (Kraków 2021), ISBN 978-83-951229-9-6
  - O poezji i recytacji. O dramacie i teatrze (Kraków 2021), ISBN 978-83-961161-0-9
  - Teatr w Rzeszowie (Kraków 2023), ISBN 978-83-961161-4-7
  - Adaptacje teatralne, radiowe i telewizyjne (Kraków 2023), ISBN 978-83-961161-3-0

## Utwory cudze przez niego opracowane
- Ivan Drač: Do źródeł, Państwowy Instytut Wydawniczy 1968
- Maksim Tank: Poezje wybrane, Ludowa Spółdzielnia Wydawnicza 1977
- Vojtech Mihálik: Płomień i pocałunek, Wydawnictwo Literackie 1974
- Antologia poezji ukraińskiej (wspólnie z F. Nieuważnym), Ludowa Spółdzielnia Wydawnicza 1976
- Wiersze z Rzeszowskiego. Antologia, Wydawnictwo Lubelskie 1974